# Ring Knutstorp
Ring Knutstorp är en racerbana som ligger utanför Kågeröd i Skåne i Sverige.

## Banan
Banan används för racing, bland annat STCC, roadracing, halkkörning och rallycross. Den är känd som en mycket kuperad och krävande bana för förarna med såväl flera långsamma kurvor som några snabba. Banan kallas ibland för The Nürburgring of Sweden, sedan 2008 är marknadsföringsnamnet "Valley of speed".
En utbyggnad är planerad från hårnålskurvan för att kunna arrangera flera mästerskap. En utbyggnad av racerbanan skulle få omfattande betydelse inte bara för södra Sverige, utan även för svensk motorsport som helhet. Den nya delen kommer att byggas efter FIA:s (Internationella Bilsportförbundets) högre säkerhetsnormer vilket skulle öppna upp för arrangemang av större internationell omfattning. I HD, 16 juni 2008, gick det att läsa att banan kommer att bli 3 268 meter när utbyggnaden är klar. Banan kommer, med den nya delen, att få ett snabbare parti, men samtidigt behåller man Knutstorps karakteristiska karaktär. De STCC-förare som tagit del av ritningarna har uttryckt sin entusiasm. Under 2008 påbörjade Ring Knutstorp AB byggandet av en skola på 855 m²', en investering på 11 miljoner kronor. Här har sedan dess racingmekaniker utbildats i samarbete med Svalöfs gymnasium.
Fem-sex publika arrangemang per år lockar kring 75 000 besökare. 4 500 elever per år genomgår halkövningsutbildning. Men även annan typ av omfattande trafiksäkerhetsutbildning bedrivs. I flera år har Volvo Safety Driving varit förlagt till Knutstorp och det planeras enligt Ring Knutstorp AB:s tidigare VD, Lars Svensson, för en framtida utbildning inom miljökörning. Målet för Knutstorp AB är att bli Sveriges ledande motorsportarena.
Banan har åtta anställda och omsätter årligen cirka 15 miljoner kronor, större arrangemang bedrivs i samarbete med ideella klubbar, främst Hyllinge MS.

## Historik
Ring Knutstorp byggdes ursprungligen av Hyllinge Motorsällskap i etapper under 1950-, 1960- och 1970-talet. Banan ägs numera av Ring Knutstorp AB. Marken ägs av Claes Adam Wachtmeister, Knutstorps borg. 
Mellan 1976 och 1984 var det Europeiska F3-mästerskapet ett årligen återkommande arrangemang. Bland vinnarna på Ring Knutstorp kan nämnas Alain Prost och Conny Andersson.
Publikrekordet är cirka 21 000 åskådare och sattes 25 augusti 1968, där bland andra Reine Wisell och Ronnie Peterson gjorde upp i deltävlingen i Europeiska F3-mästerskapet på den gamla banan, se kartan bredvid.

## Tävlingar

### Banracing
- Första lopp: 9 juni 1962
- Banans längd: 2 070 meter
- Banans bredd: 10–12 meter
- Banrekord: 0:55,18 Satt i en ombyggd Mitsubishi Evo 6 av Fredrik Wiborg 2019 under Timeattack.

### Rallycross
- Första tävling: 11 juni 1972
- Första EM-tävling: 14 oktober 1973
- Banans längd: 1 100 meter

Flertalet av de stora europeiska förarna har någon gång tävlat på banan. Bland annat Björn Waldegård (VW/Porsche 911), Per Eklund (SAAB/MG Metro 6R4), Stig Blomqvist (SAAB 96 V4/99 Turbo/Audi Quattro), Olle Arnesson (Porsche 911/Audi Quattro), Franz Wurz (VW Typ 1/Lancia Stratos), John Taylor (Ford Escort), Martin Schanche (Ford Escort/Ford RS200), Herbert Grünsteidl (VW/Renault Alpine), Jan de Rooy (DAF 55) och Matti Alamäki (Porsche 911/Peugeot 205 Turbo 16 E2).
Den första tävlingen gick till större delen på motocrossbanan, det vill säga inne i skogsdungarna- bakom publiken. Till följande år var en särskild rallycrossbana anlagd.
Efter flera år utan rallycrosstävlingar var Knutstorp åter värd för SM 2007.

### Motocross
- Första lopp: 29 april 1951
- Första VM-tävling: 1958
- Banans längd: 1 750 meter

Banan var beryktad för den dödsföraktande "fantomenbacken", en backe med 85% lutning som avslutades med ett hopp över motorbanans skyddsräcke ut på asfalten vid nuvarande startområdet. Särskilt spektakulärt var det att se sidovagnsbesättningarna göra luftfärden.
Motocrossbanan används dock inte längre.